# Personnages de Smallville

Cet article présente les personnages de la série télévisée américaine Smallville.
Les personnages principaux peuvent être identifiés dans les articles suivants :
| - Clark Kent - Lex Luthor - Lana Lang | - Chloe Sullivan - Pete Ross - Jonathan Kent | - Martha Kent - Whitney Fordman - Lionel Luthor | - Lois Lane - Jason Teague - Jimmy Olsen | - Kara - Oliver Queen - Tess Mercer | - Davis Bloome - Commandant Zod |

Les personnages secondaires sont classés par ordre alphabétique :

## Personnages principaux
| Personnage      | Acteur/actrice                   | Saison                        | Saison      | Épisodes |
| Personnage      | Acteur/actrice                   | Régulier                      | Invité      | Épisodes |
| --------------- | -------------------------------- | ----------------------------- | ----------- | -------- |
| Clark Kent      | Tom Welling                      | 1, 2, 3, 4, 5, 6, 7, 8, 9, 10 |             | 218      |
| Chloe Sullivan  | Allison Mack                     | 1, 2, 3, 4, 5, 6, 7, 8, 9, 10 |             | 202      |
| Lex Luthor      | Michael Rosenbaum / Kevin Miller | 1, 2, 3, 4, 5, 6, 7           | 8, 10       | 155      |
| Lana Lang       | Kristin Kreuk                    | 1, 2, 3, 4, 5, 6, 7           | 8           | 150      |
| Martha Kent     | Annette O'Toole                  | 1, 2, 3, 4, 5, 6              | 9, 10       | 128      |
| Jonathan Kent   | John Schneider                   | 1, 2, 3, 4, 5                 | 10          | 100      |
| Lois Lane       | Erica Durance                    | 5, 6, 7, 8, 9, 10             | 4           | 104      |
| Lionel Luthor   | John Glover                      | 1,2, 3, 4, 5, 6, 7            | 1, 10       | 91       |
| Pete Ross       | Sam Jones III                    | 1, 2, 3                       | 7           | 60       |
| Oliver Queen    | Justin Hartley                   | 8, 9, 10                      | 6, 7        | 55       |
| Tess Mercer     | Cassidy Freeman                  | 8, 9, 10                      |             | 47       |
| Jimmy Olsen     | Aaron Ashmore                    | 7, 8                          | 6           | 33       |
| Whitney Fordman | Eric Johnson (acteur)            | 1                             | 2, 4        | 21       |
| Jason Teague    | Jensen Ackles                    | 4                             |             | 20       |
| Kara Kent       | Laura Vandervoort                | 7                             | 8, 10       | 15       |
| Commandant Zod  | Callum Blue                      | 9                             | 5, 6, 8, 10 | 16       |
| Davis Bloome    | Sam Witwer                       | 8                             |             | 12       |

### Martha Kent
Biographie fictive
Martha Kent est la mère adoptive de Clark. Accompagnée de son mari, Jonathan, elle donne de sages conseils sur la façon dont Clark doit faire face à l'évolution de ses pouvoirs. On apprend au cours de la série Smallville, que le nom de jeune fille de Martha est Clark. Dans la deuxième saison, Martha est enceinte de son premier enfant grâce au vaisseau de Clark, ce qu'elle ne pouvait pas faire quand elle a adopté Clark, mais dans l'épisode final de la deuxième saison, elle souffre d'une fausse-couche après que Clark a détruit le vaisseau . Afin d'aider sa famille financièrement, Martha prend un emploi comme assistante de Lionel Luthor mais quitte son emploi peu après pour des raisons non divulguées. Elle prend finalement la gestion du café du coin, le Talon, dans la quatrième saison. Elle continue de gérer le Talon jusqu'à ce que Jonathan meure d'une crise cardiaque, ce qui la conduit finalement à prendre son siège au Sénat à la demande du gouverneur du Kansas dans la cinquième saison. Martha et Lionnel deviennent des amis très proches et la nouvelle sénatrice suit les conseils de son nouvel ami. Toujours proche de son fils malgré son nouveau statut elle le soutiendra à chaque épreuve. À la fin de la saison 6, Martha apprend qu'on lui propose un poste à Washington qu'elle refuse mais elle finira par accepter après l'accord de son fils bien-aimé, entraînant le départ du personnage de la série.
Elle fera une réapparition dans la neuvième saison ou elle revient en couple avec Perry White. On découvre qu'elle est The Red Queen (la reine rouge) qui fait de l'ombre à l'organisation Checkmate, où son but est de protéger son fils. Elle récupère ainsi le livre de Rao et le donne à Clark quand celui-ci devine son identité secrète.
Dans la saison 10, lors d'un rassemblement pro-justiciers contre la VRA, Martha se fait tirer dessus par Alexander. Martha n'est plus en couple avec Perry White. Martha retrouve finalement au manoir Luthor, le Lionel Luthor d'une autre dimension ainsi que le clone de Lex. Le clone de Lex mettra le feu au manoir avec Martha, Lionnel à l'intérieur mais Clark sauvera sa mère et le faux Lionel. À la fin de la saison, Martha revient pour le mariage de son fils et apprend que Clark a vendu la ferme ce qui l'affecta beaucoup. Martha soutient son fils lorsqu'il devra combattre Apokolips.
Production
Le rôle de Martha Kent était à l'origine destiné à Cynthia Ettinger, mais pendant le tournage, tout le monde, y compris Ettinger, s'est rendu compte qu'elle n'était pas faite pour le rôle. O'Toole jouait dans la série télévisée Les Associées quand Ettinger tournait ses scènes de l'épisode pilote. À l'époque, les créateurs étaient à la recherche d'une nouvelle actrice pour le rôle de Martha Kent alors que Les Associées a été annulée, ce qui a permis à O'Toole de rejoindre le casting de Smallville. Par coïncidence, l'actrice avait déjà joué le rôle de Lana Lang dans Superman 3. O'Toole caractérise Martha comme une femme vraiment intelligente, mais croit que le personnage doit parfois cacher son intelligence afin « de maintenir la paix ».
O'Toole a suggéré aux producteurs que Martha aille travailler pour Lex au cours de la deuxième saison. Les producteurs ont accepté, mais ont modifié le concept de façon que Martha travaille pour Lionel et qu'elle userait de ce nouveau poste pour espionner Lionel et savoir ce qu'il sait sur Clark. Avant le début de la quatrième saison, O'Toole a suggéré à nouveau aux producteurs que Martha aille travailler pour Lex. O'Toole a apprécié les moments dans la série lorsqu'elle travaillait pour Lionel car ils ont donné au personnage quelque chose de plus à faire. Les producteurs ont pris en compte sa suggestion en faisant prendre à Martha un emploi au Talon, qui était détenu par Lex, et qui a permis à Martha d'interagir plus avec les autres personnages de la vie de Clark.

### Jonathan Kent
Biographie fictive
Jonathan Kent est le mari de Martha et le père adoptif de Clark. Il ne recule devant rien pour protéger le secret de son fils, comme lorsqu'il s'apprêta à tuer un journaliste qui allait exposer le secret de Clark au monde. Il conclut un accord pour permettre au père biologique de Clark, Jor-El, d'aider Clark à accomplir sa destinée en échange de pouvoirs pour ramener Clark à la ferme, qui s'était enfui après avoir cru que ses parents lui ont reproché la fausse couche de Martha. En conséquence, le cœur de Jonathan a été mis à rude épreuve lorsqu'il était imbu de tous les pouvoirs de Clark. Dans la cinquième saison, Jonathan décide de briguer un siège au Sénat du Kansas contre Lex Luthor. Lorsque Jonathan gagne le siège sénatorial, il a une altercation physique avec Lionel Luthor, qu'il croyait essayer d'exploiter les capacités de Clark, et meurt d'une crise cardiaque.
Production
Selon John Schneider, Jonathan est « tout à fait disposé à aller en prison, ou pire, pour protéger son fils ». L'acteur caractérise Jonathan comme une personne qui perd vite son sang-froid, que Schneider considère comme étant un développement de son caractère protecteur sur sa famille. Schneider estime que l'épisode de la deuxième saison où Jonathan est arrêté mais où sa seule préoccupation est de protéger le secret de Clark résume bien le personnage, et montre que « la personne la moins importante dans la vie de Jonathan est Jonathan ».
Tom Welling est d'avis que le marché que Jonathan a fait avec Jor-El, au début de la troisième saison, a fait comprendre à Jonathan qu'il ne sera pas toujours là pour protéger Clark. Welling estime que ce sont les répercussions de ce marché qui conduisent Jonathan à donner à Clark plus de liberté dans les choix qu'il fait pendant la troisième saison. Jonathan se rend compte qu'il doit aider Clark à prendre confiance dans sa capacité à survivre par lui-même, afin qu'il puisse quitter la maison un jour.
Lors de la troisième saison, Jonathan doit également faire face à ses problèmes cardiaques émergents. Pour Schneider, la crise cardiaque de Jonathan était plus un moyen pour Jor-El d'essayer d'attirer son attention qu'une vraie attaque. Les problèmes cardiaques du personnage ne sont pas nouveaux ayant été utilisés dans des interprétations précédentes, comme celle de Glenn Ford dans Superman de Richard Donner, ainsi que les bandes dessinées. Lorsque le moment est venu pour son personnage de mourir, Schneider considéra l'évènement comme une mort ayant un impact comparable à celle du personnage de John Wayne, Wil Andersen, dans Les Cowboys.

### Pete Ross
Biographie fictive
Pete Ross est un des meilleurs amis de Clark. Il déteste les Luthor car il considère qu'ils ont volé l'entreprise familiale de maïs en crème, et il est la première personne dont Clark l'a volontairement informé de son secret lorsque Pete a découvert son vaisseau spatial. Dans la troisième saison, Pete est enlevé pour forcer sa mère juge à libérer un criminel de prison. Clark arrive à le sauver alors qu'il découvre son pouvoir de super-ouïe en perdant la vue. Il est révélé que Pete est amoureux de Chloe. Il a cependant gardé ce secret pour lui-même à cause du triangle amoureux Clark-Lana-Chloe. Par la suite, Pete se sent mis à l'écart par Clark et rejoint un groupe faisant des courses de rue. Pete avoue à Clark qu'il souffre de vivre dans son ombre. Quand Pete refuse de perdre une course, sa vie est mise en péril, et il force Clark à se servir de ses pouvoirs pour l'aider à gagner une course. Cela conduit à une brouille entre les deux amis. Pete apprend le divorce de ses parents. Plus tard, sa mère décide de quitter Smallville pour Wichita. Pete rassure Clark en lui affirmant qu'il veut terminer le lycée ce qui ravit son meilleur ami. Frank Loder un agent du FBI engagé par Lionnel Luthor enlève Pete et le frappe pour lui soutirer des informations sur Clark. Pete mort de peur et blessé ne trahit pas son ami et fut sauvé par Lex. Pete retrouve alors Clark pour lui faire ses adieux car Pete a décidé de suivre sa mère à Wichita de peur de trahir un jour le secret de son meilleur ami et pour sa propre sécurité. Pete avant de partir le mit en garde contre Lex. Le personnage a été écarté de la série à la fin de la troisième saison, en raison des difficultés à garder le secret de Clark.
Pete retourne à Smallville au cours de la septième saison, après avoir obtenu des pouvoirs surhumains grâce à des chewing gum contenant de kryptonite, qui lui permettent d'étirer son corps à l'extrême. Pete sauva Kara la cousine de Clark lors d'un concert sans le savoir. Pete heureux de ses récents pouvoirs veut devenir un héros. Pete retrouva ses anciens amis et aperçut que la vie de Clark avait bien changé. Pete accepte de parler de ses nouveaux dons à Jimmy ce que Chloe tente de l'en dissuader. Lex apprend la vérité et fait du chantage à Pete pour qu'il abuse de ses pouvoirs à des fins personnelles. Clark intervient et sauve Pete, avant qu'il ne quitte Smallville à nouveau.
Production
Sam Jones III était le dernier acteur principal de la première saison à être embauché quatre jours seulement avant le début du tournage de l'épisode pilote. Jones, qui est afro-américain, a été choisi pour interpréter Pete Ross bien que dans la mythologie de Superman, Pete Ross est de type caucasien. Jones a déclaré qu'il aurait compris si les producteurs avaient tout simplement créé un personnage noir, mais le fait qu'ils l'aient choisi, bien que le personnage a toujours été blanc, lui a donné plus d'honneur de faire partie de la série. Au cours de la première saison, Jones pensait qu'il devrait apparaître plus longtemps à l'écran, mais a plus tard admis que la série concernait le parcours de Clark et que les autres personnages sont là pour contribuer à son évolution.
Jones n'était pas seul à désirer apparaître plus longtemps à l'écran. Les scénaristes, ayant lu des forums internet et reçu des courriers de téléspectateurs ayant demandé la même chose que Jones, ont décidé que Pete apprendrait le secret de Clark dans la deuxième saison. L'équipe de production espérait ainsi que la connaissance du secret de Clark permettrait au personnage d'apparaître dans plus de scènes et de s'impliquer au quotidien avec la famille Kent. Finalement, l'arc narratif du personnage dans la troisième saison est devenu l'incapacité du personnage de faire face au secret de Clark, et son sentiment croissant d'être abandonné par Clark, qui passait plus de temps avec Chloe, Lana et Lex. Millar explique qu'ils ont estimé que le personnage était devenu inutile à Smallville, ce qui a conduit à la décision du départ du personnage avec l'espoir qu'il pourrait revenir dans des épisodes futurs. Il y avait des dissensions entre les acteurs et l'équipe à propos du départ de Jones. Selon Annette O'Toole (Martha Kent), Clark a besoin d'un ami dans sa vie, et elle estime que les Kent auraient pu prendre avec eux Pete quand ses parents ont quitté Smallville. Bien que Gough ne conteste pas que le départ de Pete Ross n'a pas été la meilleure chose, il pense que sa sortie aurait pu être meilleure. Selon Gough, le départ de Pete a été précipité et n'a pas eu l'importance qu'elle aurait dû avoir.

### Whitney Fordman
Biographie fictive
Whitney Fordman est le petit ami de Lana dans la première saison. Il devient jaloux de Clark et de l'amitié naissante avec Lana, allant jusqu'à bizuter Clark dans l'épisode pilote de la série. Whitney est obligé de diriger l'entreprise familiale quand son père est atteint d'une maladie cardiaque. Il perd finalement sa bourse de football, commence à s'éloigner de Lana, et traîne avec d'anciennes stars du football du lycée dont leur tatouage fait à partir de météorites leur permet de traverser les murs. Lorsqu'il apprend leur intention de faire du chantage à Lex et de le tuer, il demande de l'aide à Clark. Après la mort de son père, il décide de rejoindre les Marines lors de l'épisode final de la première saison.
Whitney a fait une apparition dans la deuxième saison où il est révélé qu'il est mort au combat en Indonésie. Il apparait également dans la quatrième saison dans un flashback de Clark.
Production
Eric Johnson a auditionné pour le rôle de Lex et Clark, avant d'être finalement pris pour jouer Whitney Fordman. Lorsque les producteurs l'ont convoqué pour une troisième audition, Johnson les a informés que s'ils le voulaient, ils devront lui faire passer un screen test. Après le screen test, Johnson a été pris et a passé une seule journée à tourner ses scènes de l'épisode pilote. Les producteurs, ainsi que Johnson, ont voulu donner plus de profondeur au personnage afin qu'il soit plus qu'un sportif stéréotypé, dans le but que Lana n'ait pas l'air bête pour sortir avec lui. Whitney a eu de multiples histoires dans la première saison afin d'améliorer l'image du personnage au public, mais Kristin Kreuk a senti que tout cela était inutile car le public ne le voyait qu'à travers les yeux de Clark.
Johnson s'est rendu compte après avoir lu le script de l'épisode pilote que son personnage ne serait pas présent dans l'intégralité de la série. Cela s'est confirmé quand les histoires de son personnage ont commencé à se développer rapidement. Pendant le tournage de l'avant-dernier épisode de la première saison, Johnson a été informé que son personnage ne serait pas de retour en tant que personnage principal dans la deuxième saison. Il a d'abord craint qu'il avait fait une erreur et qu'ils allaient tuer son personnage avant d'apprendre que Whitney serait enrôlé dans les Marines. L'acteur a exprimé son plaisir de la manière dont les scénaristes ont amené le départ de Whitney, en donnant au personnage une sortie de héros.

### Jason Teague
Biographie fictive
Jason Teague apparaît pour la première fois dans la quatrième saison. Il a rencontré Lana à Paris, tandis qu'elle étudiait à l'étranger. Quand elle retourne de façon inattendue à Smallville, Jason la suit et prend un poste d'entraîneur assistant de football au lycée. Jason est ensuite renvoyé du lycée en raison de sa relation avec Lana. À la fin de la quatrième saison, il est révélé qu'il a cherché avec sa mère Geneviève à localiser les trois pierres de la connaissance - trois pierres Kryptoniennes qui lorsqu'elles sont unies, forment un monocristal qui crée la Forteresse de Solitude de Clark. Les Teague enlèvent alors Lex et Lionel afin de découvrir l'emplacement de l'une des pierres, et Lionel révèle que Lana possède une des pierres. Dans l'épisode final de la quatrième saison, Geneviève attaque Lana et meurt de la main de Lana au cours de l'affrontement. Jason, qui croit que le secret de la pierre se trouve avec Clark, se dirige vers la ferme des Kent, où il tient Jonathan et Martha en otage. Il est tué au cours de la deuxième pluie de météorites, quand un météore tombe à travers la maison des Kent et atterrit sur lui.
Jason Teague réapparaît enfant dans le quinzième épisode de la septième saison dans un flashback de Lex, interprété par Owen Best.
Production
La création de Jason Teague a été demandée par The WB, qui voulait que Lana ait un nouveau petit ami « différent de Clark ». Gough et Millar avaient des craintes parce qu'ils introduisaient déjà Lois Lane dans la série, et qu'introduire deux nouveaux personnages serait difficile. Ils ont ensuite commencé à aimer l'idée d'introduire un nouveau personnage qui créerait un nouveau triangle amoureux. Finalement, ils l'ont intégré à la plus grande histoire de la saison, qui concerne les trois pierres Kryptoniennes de la connaissance.
Selon l'écrivain Brian Peterson, quand Clark apporte de l’« angoisse » et de la « profondeur » dans sa relation avec Lana, Jason apporte « joie », « légèreté », et « fun ». Au sujet de la relation de Jason avec Lana, Ackles estime que le personnage aimait Lana, parce qu'il a vu une innocence en elle qu'elle n'aurait pas eu en grandissant dans une classe sociale supérieure. Ackles a été le premier choix de Gough et Millar pour jouer Jason Teague, ayant été le finaliste pour le rôle de Clark Kent lors du recrutement pour l'épisode pilote. Ackles aurait dû rester dans la cinquième saison selon son contrat mais a été écarté de la série dans l'épisode final de la quatrième saison, qui, selon Ackles, était dû à ses engagements dans la nouvelle série de the WB, Supernatural. Gough affirme que Supernatural n'a modifié aucun de leurs plans, et que Jason Teague a été conçu pour être un personnage présent dans une seule saison.

### Jimmy Olsen
Biographie fictive
Jimmy Olsen est d'abord mentionné dans la quatrième saison comme la personne avec laquelle Chloe a perdu sa virginité pendant son stage au Daily Planet. Il apparaît pour la première fois dans le premier épisode de la sixième saison lorsque la ville de Metropolis sombre dans le chaos à cause de Zod/Lex et explique à Chloé que c'est son premier jour au Daily Planet. Travaillant comme photographe pour le Daily Planet, Jimmy ravive sa relation avec Chloe. Jimmy découvre les choses étranges qui se passent à Smallville et Métropolis en enquêtant sur des phénomènes surnaturels avec Chloé et Clark qui le mettront parfois en danger. Par la suite, Jimmy travaille avec Lois la cousine de sa petite amie pour découvrir la véritable identité de l'Archer Vert qui se soldera par un échec et travaille avec Lois en binôme pour trouver des histoires pour le journal.
Dans la saison 7, la relation de Jimmy et Chloé subit quelques déboires. En effet, Kara la cousine Kryptonienne de Clark tombe sous le charme du jeune photographe. Les deux jeunes gens se rapprochent sans qu'il ne se passe quoi que ce soit entre eux et dans le même temps Chloé découvre qu'elle est une kryptomonstre avec le pouvoir de guérison. Avec toutes ses difficultés le couple se sépare malgré l'amour qu'ils ressentent l'un pour l'autre. Jimmy et Kara commencent donc à apprendre à se connaitre mais Jimmy et Chloé se remettent plus tard ensemble et la jeune femme lui avoue son pouvoir. À la mort de Lionel Luthor, lui et Lois découvrent grâce à un cliché de Jimmy que Lex est l'assassin de son père. Malheureusement, Gina l'assistante de Lex le découvre, détruit la photo et les deux journalistes ne peuvent rien prouver. Jimmy est accosté par des membres du gouvernement car ils pensent que Chloé est une terroriste. En effet, elle pirate des sites gouvernementaux confidentiels pour aider Clark. Jimmy décide de jouer les espions pour prouver que les gens du gouvernement se trompent mais cela conduit à rendre Chloé fugitive et coupable. Jimmy demande de l'aide à Lex pour aider Chloé et aura dorénavant une dette envers Lex. Lex accepte d'innocenter Chloé. Cependant, Lex demande plus tard à Jimmy de mentir à Lois qui enquête sur lui en l'envoyant sur une fausse piste. Jimmy trop honnête refuse mais lorsque Jimmy demande Chloé en mariage, Lex n'ayant pas apprécier l'attitude de Jimmy fait arrêter Chloé.
Dans la saison 8, après avoir été sauvé par Oliver Queen et Clark, Chloé retrouve Jimmy et accepte sa demande en mariage. Cependant, un joaillier dérangé enlève Jimmy et Chloé après leur fête de fiançailles et les soumet à un tortueux test pour voir s'ils s'aiment vraiment, et sont autorisés à retourner à leur vie normale en prouvant leur amour sans faille. Jimmy commence à soupçonner que Clark est la personne qui arrête les crimes et sauve les vies des gens de Metropolis, jusqu'à ce qu'Oliver se fasse passer pour lui afin d'aider Clark à convaincre Jimmy qu'il s'est trompé. Alors que Jimmy et Chloé viennent de se marier, Doomsday perturbe la fête en enlevant Chloé et en blessant gravement Jimmy. Plus tard, Jimmy est témoin d'un meurtre commis par Davis Bloome mais quand il souhaite le dénoncer, Davis le drogue et lui fait apparaître des hallucinations en le faisant passer pour fou. Finalement, Jimmy voyant que Chloé ne croit pas en lui concernant l'implication de Davis dans tous ses meurtres met un terme à son mariage avec Chloé. Jimmy commence alors de travailler à l'As de Trèfle et commence à consommer de la drogue. Ne trouvant plus assez d'argent pour se payer ses doses demande de l'aide à Oliver mais celui-ci refusa. Complètement en manque et désespéré, Jimmy s'introduit chez Chloé pour la voler mais Oliver tente de l'en empêcher. Davis les surprend alors caché par Chloé et les retient prisonnier dans le sous-sol du Talon. Jimmy provoque Davis lui reprochant d'avoir détruit sa vie, Davis arrive à se contrôler et ne le tue pas pour ne pas faire souffrir Chloé. Oliver offre ensuite un travail à Jimmy pour l'aider à se sortir de la drogue. Dans le dernier épisode de la huitième saison, Jimmy aide Clark blessé par de la kryptonite verte et Clark admet à Jimmy qu'il avait vu juste et qu'il est bien le flou. Après que Davis est séparé de son côté destructeur, Jimmy emmène Chloé et Davis inconscient là où il voulait vivre avec Chloé. Jimmy et Chloé s'avouent leur amour, renouent et Chloé avoue qu'elle n'a jamais aimé Davis mais Davis fou de rage poignarde Jimmy à l'estomac et Jimmy réussit à sauver Chloé en tuant Davis, malheureusement Jimmy meurt dans les bras de Chloé. Lors de son enterrement Chloé offre l'appareil photo de Jimmy à son petit frère.
Dans le dernier épisode, son petit frère travaille au Daily Planet avec Clark et Lois et le frère de Jimmy lui ressemble énormément.

### Kara
Biographie fictive
Kara Kent est la cousine Kryptonienne de Clark Kent. Elle est arrivée sur Terre en même temps que Clark avec la mission de protéger son cousin, mais a été bloquée dans son vaisseau pendant dix-huit ans. Dans le premier épisode de la septième saison, Kara est libérée et sauve Lex de la noyade. Un bref aperçu de Kara en train voler dans le ciel entraine une nouvelle obsession chez Lex qui croit que c'est un ange qui lui a sauvé la vie. Kara trouve finalement Clark qui l'informe que Krypton a été détruite lorsqu'ils ont été envoyés sur Terre, et tout le monde y est mort. Clark enseigne à Kara comment contrôler certains de ses pouvoirs et comment se fondre dans la société. Plus tard, Kara est capturée par un agent de la Sécurité intérieure et elle revit un de ses premiers souvenirs de son apparition sur Terre avec la mère de Clark, Lara. Elle se rend compte que sa perception de son père était mauvaise et qu'il était tel que Clark le décrivait. Kara et Clark travaillent ensemble pour combattre son père, Zor-El, qui a été involontairement libéré lorsque Clark a tenté de créer un clone de sa mère biologique. Lorsque Zor-El est détruit, Kara disparaît de la Forteresse de Solitude. Elle se réveille amnésique à Détroit et a perdu ses pouvoirs.
Kara est découverte et ramenée par Lex, qui veut exploiter son amnésie à son profit, avec l'intention de découvrir la vérité sur Clark. Chloe convainc Jor-El de rendre sa mémoire à Kara et ses pouvoirs avant que Lex apprenne le secret de Clark. Lorsque Lana est placée dans un état catatonique par Brainiac, Kara s'engage à coopérer avec lui dans l'espoir qu'il ne tue pas Lana. Kara voyage dans le temps juste avant l'explosion de Krypton de sorte que Brainiac puisse tuer Clark bébé. Avec l'aide de Jor-El, Clark parvient à arriver sur Krypton et arrêter Brainiac. Mais Brainiac n'est pas tué et réussit à placer Kara dans la Zone Fantôme pour usurper son identité et retourner sur Terre.
Dans la huitième saison, Clark est transporté à la Zone Fantôme où il retrouve Kara. Ils parviennent à s'échapper, et Kara quitte la Terre à la recherche de Kandor, une ville où vivraient des survivants de Krypton.

Dans la dixième saison, elle deviendra une super-héroïne et protégera Clark de Darkseid encore influençable. Après être allée à la forteresse de solitude et avoir parlé avec Jor-El sur la destinée de Kal-El, Kara utilise le pouvoir de l’anneau de la légion pour aller dans le 31e siècle, qu'elle n'interfère pas sur ce qui adviendra de Clark, qu'il devient pleinement le super héros que le monde attend

### Davis Bloome
Biographie fictive
Davis Bloome est un ambulancier du Metropolis General Hospital. Il apparaît d'abord lorsque, avec Chloe, il aide une personne blessée après l'explosion d'une bombe. Chloe demande par la suite son aide quand Oliver est empoisonné et refuse d'aller à l'hôpital. Clark commence à soupçonner que Davis est un tueur en série après l'avoir trouvé inconscient sur une des scènes du crime, et apprend plus tard que Davis est généralement le premier ambulancier à arriver sur des scènes similaires. Davis commence à soupçonner la même chose quand il commence à avoir de longues pertes de mémoire et se retrouve couvert de sang sans avoir de blessures sur son propre corps. Davis est informé par Faora, la femme du général Zod, qu'après avoir appris qu'ils ne pouvaient pas avoir d'enfants, il a été génétiquement créé pour qu'il ne puisse pas être blessé et être le destructeur ultime de la Terre. Par la suite, Davis avoue à Chloe qu'il est amoureux d'elle et croit qu'elle va se marier avec le mauvais homme et par conséquent, elle lui demande de ne pas la revoir. Le jour du mariage de Chloe, Davis se transforme en monstre, Doomsday, et se rend à Smallville où il blesse Jimmy et enlève Chloe. Davis découvre qu'il peut empêcher Doomsday d'émerger s'il tue, et commence à choisir ses victimes parmi des criminels. Il apprend par la suite que la présence de Chloe tient également le monstre à distance, et il quitte ainsi la ville avec Chloe pour empêcher Doomsday de se manifester. Dans l'épisode final de la huitième saison, Chloé utilise de la kryptonite noire pour séparer Davis de Doomsday. Clark parvient ensuite à envoyer Doomsday sous terre. Quand Davis découvre que Chloé ne l'aime pas, il poignarde Jimmy avec un tuyau. Avant que Davis n'attaque Chloe, Jimmy le pousse dans une tige de métal, entraînant la mort de Davis avant que Jimmy ne meure lui-même.
Production
Davis est en fait l'interprétation de Smallville du personnage de bande dessinée Doomsday, le seul personnage à avoir réussi à tuer Superman. Dans Smallville, Doomsday est d'abord représenté comme un gentil ambulancier, qui a grandi dans de nombreuses familles d'accueil. Son histoire est considérée comme « très sombre », le personnage découvrant des vérités horribles sur lui-même au cours de la huitième saison. Brian Peterson a expliqué que lui et le reste des nouveaux producteurs exécutifs ont été à la recherche d'un personnage crapuleux aussi important que Lex, en raison du départ de Michael Rosenbaum à la fin de la septième saison, et Doomsday correspondait à ce qu'ils cherchaient. Bien que Witwer joue le rôle de Davis Bloome, qui devient la créature connue sous le nom Doomsday, il ne porte pas la prothèse qui a été créé pour la transformation de Davis en son homologue monstrueux. C'est un autre acteur, Dario Delacio, qui joue le rôle de Doomsday quand la créature apparaît tout au long de la saison.

### Tess Mercer
Biographie fictive
Tess Mercer est une enfant abandonnée originaire de l'orphelinat de "ST. Louise's" dirigé par Granny Goodness. Elle est en fait Lutessa Lena Luthor, la fille de Lionel Luthor. Ancienne biologiste écolo, Tess a eu une brève relation amoureuse avec Oliver Queen après lui avoir sauvé la vie alors qu'il était échoué sur une île. Un jour, elle est sauvée d'une explosion par Lex qui lui paye tous les soins nécessaires et travaillera désormais pour lui. Au courant de son lien de parenté avec Tess, il la nomme Vice-présidente de LuthorCorp en 2006 et cette dernière devient PDG de la compagnie à la suite de sa disparition dans le cercle arctique en 2008. Le principal objectif de Tess Mercer dans la huitième saison est de trouver Lex, ce qui la conduit curieusement à Clark dont elle croit qu'il sera en mesure de l'aider à trouver Lex. Le premier contact entre Tess et Clark a lieu lorsqu'il la tire d'un bus à la suite d'un accident ; elle soupçonne immédiatement Clark ne pas lui dire tout ce qu'il sait sur la disparition de Lex. Par la suite, Tess apprend l'existence de Krypton et du nom « Kal-El », mais ne fait pas le lien avec Clark,. Plus tard, il est révélé que Tess sait où est Lex. Lana informe Tess que Lex a implanté un nano-émetteur dans son nerf optique afin qu'il puisse garder un œil sur tout ce qu'elle fait. Visiblement bouleversé par cette annonce, Tess place un dispositif de brouillage dans son collier afin de perturber le signal, après avoir dit à Lex qu'elle le coupera du monde extérieur et qu'elle vendra tout ce qu'il possède. Tess vend ainsi la totalité des actions de LuthorCorp à Queen Industries. Tess essaie ensuite d'obtenir de Clark qu'il lui révèle ses pouvoirs après avoir lu un des journaux de Lionel Luthor qui a identifié Clark comme « Le voyageur », mais ses efforts échouent. Tess possède l'astre Kryptonien qui a fait tomber la Forteresse de Solitude, et il est révélé qu'une voix a émané de cette orbe et l'a chargé de pousser Clark à lui parler de ses pouvoirs et à tuer Doomsday. Dans l'épisode final de la huitième saison, l'astre se déclenche et transporte Zod à Smallville.
Tess Mercer collabore avec Zod durant la neuvième saison afin qu'il prenne le pouvoir sur Terre et selon elle, sauve ainsi l'humanité. Elle finance la construction de tours solaires qui, reliées aux satellites de LuthorCorp, vont permettre de rendre le soleil rouge afin de donner des pouvoirs à Zod et ses troupes et les priver à Clark. Après avoir vu dans le futur les conséquences de la construction de ces tours, Clark les détruit juste avant leur inauguration. On apprend également que Tess est un agent de Checkmate, une organisation gouvernementale secrète visant à réunir des super-héros. Lors du dernier épisode de la saison 9, Tess est déclarée morte, gravement brulée à la partie gauche du visage à cause de la vision thermique de Zod.
Mais elle est en réalité vivante, on la revoit au début de la saison 10. Son visage est de nouveau en état et elle fait la connaissance d'un clone enfant de Lex : "Alexander". Elle va alors s'occuper de lui comme de son propre enfant, et va vite constater qu'il grandit bien plus vite que la moyenne, et que son intelligence est très élevée. C'est elle qui remplace Chloé à la tour de contrôle.
Elle se fait tuer par son demi-frère, Lex, qui prétendait la sauver de son destin. Étant mourante, elle injecte une neurotoxine sur Lex afin que celui-ci oublie ses souvenirs. Il oubliera par la suite le secret de Clark.
Production
Le nom « Tess Mercer » est un hommage à deux personnages de Superman, Eve Teschmacher et Mercy Graves. Freeman décrit son personnage comme le successeur trié sur le volet de Lex ; elle est « féroce », « fun » et « intelligente ».

### Commandant Zod
Biographie fictive
Zod est un personnage régulier de la neuvième saison. Il correspond à Zod avant qu'il ne soit devenu Général.
Après avoir été transporté par un orbe, Zod se retrouve avec ses soldats dans le manoir des Luthor. Cependant, aucun d'eux n'a les pouvoirs qu'ils étaient censés avoir sous le Soleil Jaune. Zod et ses soldats trouvent plus tard John Corben, presque mort, et expérimentent sur lui un équipement LuthorCorp lui donnant une force surhumaine, avant de le quitter. Lorsqu'un virus qui transforme les habitants de Metropolis en zombies est libéré, Zod découvre qu'il a été créé par Coats, un de ses soldats Kandoriens. Ce dernier lui révèle qu'un Kryptonien sauve les êtres humains et a le même symbole que la famille El. Zod le tue ensuite en raison de ses actions inconsidérées qui auraient pu mettre en péril les Kandoriens. Lors d'une réunion au manoir des Luthor, Zod demande à Tess de trouver le Flou mais lorsqu'elle lui demande qu'ils soient des partenaires égaux, il rejette sa demande. Il demande alors à son espion Kandorien, gardien de sécurité de Tess, de la forcer à dire ce qu'elle sait sur le Flou ou sinon de la tuer. Cependant, c'est Tess qui tue le garde.
Il est révélé par la suite que Jor-El, Zod et ses disciples, qui sont sur Terre, sont des clones des originaux fait à partir du sang qui a été stocké dans l'orbe quelques années avant l'explosion de Krypton. Sur Krypton, Jor-El a ensuite utilisé de la kryptonite bleue pour modifier les échantillons de sang afin que les clones ne gagnent pas de super-pouvoirs grâce au Soleil Jaune de la Terre.
Zod annonce ensuite à ses soldats qu'il pense que le Flou est Jor-El et qu'il les a trahis en prenant leurs pouvoirs. Cependant, il découvre que Jor-El a un fils et que c'est lui le Flou . Zod a demandé à chaque soldat d'infiltrer la société humaine et leur attribue des tâches dans le but qu'une tour solaire, pouvant leur rendre leurs pouvoirs sous un soleil rouge, soit construite. Cependant, lorsque Clark découvre ce qui se passera dans le futur, il décide de s'allier à Zod pour pouvoir l'arrêter. Lorsque Zod apprend que c'est Alia qui a tué Jor-El, il la tue pour venger Clark mais lorsqu'il en informe Clark, ce dernier désapprouve le geste de Zod. Lors de l'inauguration des tours solaires, Clark les détruit avec sa vision thermique sous les yeux de Zod. Plus tard, Bernard Chisholm, un médecin ressuscité par Zod, enlève quelques Kandoriens et Zod, alors qu'il tentait de les sauver, reçoit une balle et meurt. Heureusement, Clark arrive et utilise son sang pour le sauver. En raison de leur héritage Kryptonien, Zod retrouve ses pouvoirs sous le Soleil Jaune, sans en informer Clark. Peu après, il se fait passer pour le Flou afin de pouvoir récupérer le livre de Rao, une bible kandorienne. Zod tue Faora lorsque celle-ci veut le quitter, après que Clark lui a raconté que le vrai Zod a détruit Krypton. Zod déclare ensuite que les humains sont responsables de la mort de Faora lorsqu'il découvre qu'elle était enceinte et affirme qu'ils doivent désormais conquérir la Terre pour dominer les humains et les empêcher de leur nuire. Lois, qui ne savait pas que Zod se faisait passer par le Flou, allait lui donner le livre de Rao mais découvre l'usurpation et donne le livre à Clark. Clark utilise le livre de Rao afin que les Kandoriens quittent la Terre, les transportant ainsi vers une nouvelle planète où ils pourront vivre en paix, après que Zod leur a avoué avoir tué Faora (Clark se résignant à quitter la Terre pour guider son peuple). Toutefois, seuls Clark et Zod ne sont pas téléportés grâce à une dague en kryptonite bleue, que Zod cachait sur lui afin que son rayonnement qui bloque ses pouvoirs l'empêche d'être téléporté avec les autres. À l'issue d'un combat entre Clark et Zod, Zod est finalement téléporté à son tour lorsque Clark se laisse volontairement poignarder et tombe dans le vide avec la dague enfoncée dans le ventre (dague qui sera ensuite arrachée par Lois, présente sur les lieux).
Pour sa trahison envers les siens, Zod est envoyé dans la Zone Fantôme. Dans ce monde stérile, il rencontrera et fusionnera avec son fantôme le général Zod (apparu dans la série, sous l'apparence de Lex, dans la saison 6), et prendra le pouvoir dans la Zone Fantôme. Après sa rencontre avec Darkseid, ce dernier ayant la capacité de traverser la Zone, Zod se ralliera à lui, dans le but de piéger Clark et le tuer, afin de conquérir la Terre après sa corruption par le Seigneur des Ténèbres. Mais Clark arrive à le stopper et à repartir sur Terre. Se sentant trahi et de l'échec fatal, par celui qui a trahi les siens et détruit Krypton, Darkseid laissera Zod errer dans la Zone Fantôme pour l'éternité.

## Personnages récurrents

### A
- Nancy Adams (Camille Mitchell) — 22 épisodes ; saisons 2, 3, 4, 5, 7 — décédée

Nancy Adams remplace Ethan Miller au poste de shérif. Lors de son arrivée à Smallville, Nancy a une mauvaise impression de Clark lorsqu'il a lancé l'agresseur de Lana sur le pare-brise de sa voiture. La shérif n'apprécie guère l'implication de Clark dans de multiples affaires mais finira par mieux l'apprécier lorsqu'elle verra son honnêteté. Nancy semblait avoir une bonne relation avec les Kent. Lors de la saison 4, elle assiste avec Lois aux pouvoirs de Clark mais Kevin Grady effacera leur mémoire. Elle a été tuée alors qu'elle tentait de protéger Lex et Lana de deux policiers corrompus. Elle apparait pour la dernière fois dans le dix-huitième épisode de la septième saison dans une réalité alternative. Dans cette réalité elle a quitté Smallville pour Métropolis et aide Lois Lane à montrer au public que le président Lex Luthor est corrompu et ment à la population.
- Bart Allen ou Impulse (Kyle Gallner) — 5 épisodes ; saisons 4, 6, 8, 10

Pouvoirs : super-Vitesse. Lors de la saison 4 il vole les gens et volera le père de Clark. Lorsque Clark le retrouve Bart se rend compte qu'il n'est pas le seul à posséder ce genre de pouvoir. Il passera du temps avec Clark et volera le parchemin de Lex avant que celui-ci ne le retrouve. Clark les sauvera tous les deux d'un trafiquant. Après cela Bart décida d’arrêter les vols et quitta Smallville à la recherche de gens comme lui. Lors de la saison 6 il revient à Smallville et Clark apprend qu'il forme une équipe avec l'archer vert, Cyborg et Aquaman pour détruire les usines 33.1 de Lex. Il revient à la fin de la saison 8 ou avec Black Cannary et Oliver tentent d’arrêter Doomsday. Ils assisteront ensuite à l'enterrement de Jimmy. Dans la saison 10 il assiste avec la ligue et Lois à l'enterrement d'Hawkman (pas joué par l'acteur).

### B
- Bizarro (Tom Welling) — 5 épisodes ; saisons 6, 7 — décédé

Pouvoirs : vol, super force, rapidité, endurance, multiples pouvoirs extra sensoriels, invulnérabilité, longévité, absorbe la Kryptonite
- Brainiac/Brainiac 5 (James Marsters) — 25 épisodes ; saisons 4, 5, 6, 7, 8, 10

Pouvoirs : vol, super force, rapidité, endurance, multiples pouvoirs extra sensoriels, invulnérabilité, longévité, métamorphoses, duplications
Brainiac est une intelligence artificielle kryptonienne, Brain InterActive Construct. Brainiac usurpe l'identité du professeur Milton Fine afin de se lier d'amitié avec Clark. Son plan ultime est révélé quand il tente d'utiliser la forteresse de solitude de Clark afin de libérer le général Zod de la Zone Fantôme, mais Clark l'en empêche. Plus tard, Brainiac libère un virus informatique qui paralyse l'infrastructure informatique mondiale. Il a ensuite greffé l'esprit de Zod dans Lex. Brainiac en ressort très affaibli et sera réduit en poussière par Baern. Dans la septième saison, Brainiac se révèle être en vie, et retrouve peu à peu sa force en drainant les gens de leur teneur en métal naturel. Brainiac reprend la forme de Milton Fine et apprend que son créateur, Dax-Ur, est sur la Terre. Brainiac tue Dax-Ur et télécharge ses connaissances de sorte qu'il puisse lui-même se réparer. Plus tard, les tentatives de Brainiac pour revenir à Krypton juste avant sa destruction, afin de tuer Kal-El enfant, échouent. Chloe découvre que Brainiac a usurpé l'identité de Kara depuis qu'elle et Clark sont revenus de Krypton. Brainiac attaque Chloe et la met dans le coma, mais Clark détruit Brainiac avant qu'il puisse trouver un appareil caché sur la Terre qui lui permettrait de contrôler Clark. Cependant, dans la huitième saison, Brainiac ayant transféré une partie de lui dans Chloe en l'ayant mise dans le coma, permet à Chloe de posséder de nouveaux pouvoirs. Brainiac va ensuite prendre possession du corps de Chloe. Il est finalement extrait par des membres de la légion (des super héros du 31e siècle) qui le reprogrammeront en Brainiac 5 pour devenir un membre de la légion.
- Helen Bryce (Emmanuelle Vaugier) — 9 épisodes ; saisons 2, 3

Helen Bryce est un docteur. Lors de la deuxième saison, Helen Bryce travaille au centre médical de Smallville. Elle a une relation avec Lex Luthor mais lorsque ce dernier vole un échantillon de sang de Clark dans son bureau, elle décide de rompre mais change d'avis avant leur mariage. Cependant, alors qu'ils sont dans le jet de Lex pour passer leur lune de miel, elle le drogue et saute seule en parachute avant que l'avion ne s'écrase. Dans la troisième saison, lors du retour de Lex qui a survécu, ce dernier donne une seconde chance à Helen et ils repartent en lune de miel. Cependant, dans le jet, Lex lui révèle qu'il sait qu'elle a tenté de le tuer. Helen sort alors une arme et au cours de la bagarre, le pilote est tué. Lex se rend alors dans la cabine pour piloter l'avion mais lorsqu'il se retourne, Helen a disparu.

### C
- Arthur Curry ou Aquaman (Alan Ritchson) — 5 épisodes ; saisons 5, 6, 8, 10

Pouvoirs : adapté à la vie sous-marine, peut communiquer télépathiquement avec les entités marines, super-force, endurance, super-vitesse, sens développés, résistance à la chaleur et à tous types d'énergies
Arthur Curry apparait d'abord comme un étudiant de biologie marine à l'université de Miami qui a sauvé Lois de la noyade. Il se révèle être un jeune protecteur de l'environnement, venu à Smallville pour contrer un projet de LuthorCorp nuisible à la vie aquatique. Lorsque Clark découvre ses intentions, il empêche l'installation maritime de LuthorCorp d'exploser et se bat avec Arthur Curry. Quand ce dernier s'explique, ils tentent de convaincre Lex d'y renoncer mais sans succès. Arthur Curry tente alors de résoudre le problème seul mais il est capturé par Lex. Clark le sauve et détruisent alors ensemble l'installation. Plus tard, Arthur Curry rejoint la ligue des justiciers. Il sera à la recherche de Clark avec Dinah Lance et Oliver Queen après la destruction de sa forteresse de solitude. Dans la saison 10, il se marie avec une femme qui a les mêmes aptitudes et convictions que lui.

### G
- Grant Gabriel (Michael Cassidy) — 7 épisodes ; saison 7 — décédé

Grant Gabriel est le nouveau rédacteur en chef du Daily Planet et décide d'embaucher Lois Lane après qu'elle a écrit un article sur un vaisseau spatial qui lui a plu. Lois et Grant finissent par tomber amoureux et décident d'entamer une relation. Mais ces deux-ci décident finalement de se quitter car Loïs ne voulait pas sortir avec son patron. Lex Luthor lui dit que sa véritable identité était Julian Luthor, et que sa mère lui avait modifié la mémoire pour qu'il ne devienne pas l'allié de Lex. Adrian un homme menaçant Chloé oblige Lois à écrire un article sur sa vie et lui révèle qu'il est un clone créé par Lex. Adrian raconte à Grant qu'il était un clone de Julian Luthor, qui était un test pour savoir si le vrai clone de Julian allait fonctionner. Grant se rend compte que c'était lui, le second clone, car Adrian et lui ont les mêmes souvenirs et le même ADN. Lex acheta le Daily Planet peu après et renvoya Grant, alias Julian, dans l'épisode suivant. Finalement, Julian décide de prendre contact avec Lionnel son père et Lionnel l’accepte comme son propre fils. Grant s'est fait assassiner plus tard alors qu'il revenait d'un restaurant accompagné de Lionel Luthor, par un homme envoyé par Lex, jaloux de la relation de Grant avec Lionnel.
- Cat Grant (Keri Lynn Pratt) — 4 épisodes ; saison 10

Cat apparaît pour remplacer Lois au Daily Planet et faire équipe avec Clark. Cat se montre méprisante envers les héros tel que le flou. Cat s'appelle en fait Mary Louise, a un fils et a changé de nom pour se protéger elle et son fils contre son ex-petit ami. Lorsque Clark la sauve, Cat le prend pour son héros. Cat enquête plus tard sur la disparition de l'amulette d'Isis. Voyant Lois possédée avec des super pouvoirs, elle pensa que Lois était le flou. Cat en parle à Tess mais celle-ci se moque d'elle. Quand la VRA enquête sur Emil, Lois et Tess car ils pensent qu'ils aident le flou, Cat ne dit pas à la VRA où Lois s'est enfuie lorsqu'elle se sauva du Daily Planet. Lorsque Booster Gold apparaît à Métropolis, Cat est emballée et trouve en lui un véritable héros. Lorsqu'elle se trouva en danger, Booster Gold ne l'aida pas et fut sauvée par Clark. À la fin, Cat donna alors son soutien au flou.
- Gina (Anna Galvin) — 7 épisodes ; saison 7 — décédée

Gina est l'assistante personnelle de Lex. Elle voue une grande admiration pour lui et semble amoureuse de lui. Gina aidera Lex à découvrir la vérité sur Véritas et à surveiller Kara lorsque celle-ci aura perdu la mémoire. Elle se rend compte plus tard que Lex a tué son père mais lui promet qu'elle ne dira rien. Plus tard, elle découvre que Jimmy et Lois ont une photo montrant Lex pousser son père dans le vide. Gina les prend en otage puis tire dans l'épaule de Lois pour obliger Jimmy à révéler où ils ont envoyé la photo. Gina se rend ensuite à la fondation Isis où a été envoyée la photo, assomme Chloé et supprime la photo. En entendant Clark arriver, elle se cacha et découvrit grâce à la conversation de Chloé et Clark qu'il est le voyageur. Avant de pouvoir le révéler à Lex, elle est assassinée par un homme de main d'Edward Teague.

### H
- Carter Hall ou Hawkman (Michael Shanks) — 5 épisodes ; saison 9, 10 — décédé

Pouvoirs : vol, sens comparables à ceux d'un aigle, peut parler avec les oiseaux, possède une massue capable d'annihiler toute magie, empathie, immortalité. Carter Hall était l'ancien leader de la ligue des justiciers. Carter avait perdu le gout d’être un héros mais après avoir rencontré Clark il s'est de nouveau investi et à reformer la ligue des justiciers. Hawkman rencontre Lois en Égypte et elle se confie de sa relation avec Clark. Carter sent qu'il va bientôt mourir et va bientôt rejoindre sa femme Hawkgirl. En effet il se sacrifie en sauvant Lois de Slade Wilson.
- Emil Hamilton (Alessandro Juliani) — 15 épisodes ; saisons 8, 9, 10

Emil est un médecin travaillant à l’hôpital de Métropolis. Emil se révèle être un allié pour Queen Industrie et la ligue des justiciers et conseiller ou assistera souvent Chloé à la tour de garde. Emil aidera souvent Clark et Oliver lors d’enquêtes. Il deviendra un ami de la ligue. Il assiste à une fête organisée à la ferme pour le mariage de Lois et Clark mais lorsque le sort de Zatanna rend tout le monde fou et déluré, Emil part chanter avec Tess dans un bar déguisé en Elvis. Emil a été ensuite torturé pour savoir où se trouve l'argent qu'on lui a volé mais sera sauvé par Clark. Emil réussira plus tard à ramener Clark de la terre alternative en réparant la boite à miroir.

### J
- John Jones ou Martian Manhunter (Phil Morris) — 13 épisodes ; saisons 6, 7, 8, 9, 10

Pouvoirs : vol, super force, rapidité, endurance, télépathe, intangible, invisibilité, longévité, métamorphose
John Jones est le dernier représentant de la race des Martiens. Il aida Clark à vaincre Aldar et plus tard, il aida à nouveau Clark pour qu'il puisse vaincre le fantôme qui avait pris possession de son esprit. On le revoit ensuite dans le dernier épisode de la saison 6 où on le voit avec Bizarro, mais ce dernier le blesse et s'enfuit. Il empêcha Clark de frapper Lionel et on apprend qu'il a  travaillé pour Jor-El en livrant les prisonniers à la justice Kryptonnienne. On apprend aussi que sa mission sur Terre et de protéger Clark à la demande de son père. Après que Clark a combattu Bizarro il demanda l'aide de Jones pour connaitre son point faible.
- Jor-El (l'intelligence artificielle de la forteresse de solitude) (Terence Stamp (voix)) — 23 épisodes ; saisons 2, 3, 4, 5, 6, 7, 8, 9, 10
- Jor-El (l'original) (Tom Welling, Terence Stamp, Julian Sands) — 4 épisodes ; saisons 3, 9, 10 — décédé

Pouvoirs : possède les mêmes pouvoirs que Clark
Jor-El est le père biologique kryptonien de Clark. Il est également l'un de ses plus puissants alliés bien que ces paroles mènent parfois à de lourdes conséquences. Jor-El est mort, tué dans le passé par le général Zod comme tous les kryptoniens dont la mère biologique de Clark. Il est cependant présent tout au long de la série seulement par sa voix car son esprit subsiste et apparait comme une copie conforme de lui-même dans la saison 9 sous forme humaine grâce à l'orbe kryptonnien, mais il finit par mourir dans les bras de Clark.

### K
- Adam Knight (Ian Somerhalder) — 7 épisodes ; saison 3 — décédé

Adam apparait d'abord comme un autre malade du centre médical de Smallville qui aide Lana à passer sa thérapie physique après avoir été piétinée par un cheval. Ils se lient alors d'amitié et Lana lui loue l'appartement situé à l'étage du Talon. Cependant, le comportement d'Adam, en particulier son injection d'un médicament non identifié, éveille les soupçons de Lana et de ses amis. Il est révélé qu'Adam est mort d'une maladie hépatique rare, et l'injection d'une drogue donnée par LuthorCorp l'a ressuscité, et est la seule chose le maintenant en vie. Lana découvre qu'Adam a été chargé de tenir un journal de toutes ses actions ainsi que celles de Clark, et tente de l'expulser, mais elle n'y parvient pas. Lana demande donc à Lex de l'aider à se débarrasser d'Adam, mais il disparaît avant. Lex découvre qu'Adam est lié à un laboratoire de LuthorCorp, dirigé par le docteur Tang qui maintenait en vie Adam en dépit des ordres de Lionel Luthor, qui a coupé son approvisionnement en sérum car Adam n'avait trouvé aucune information sur Clark. Adam n'ayant plus de sérum pour se maintenir en vie, il tue Tang ainsi que le reste des techniciens du laboratoire. Il enlève Lana et tente de la tuer, mais Clark arrive à temps pour l'arrêter. Adam meurt finalement après avoir compris la particularité de Clark.

### L
- Dinah Lance ou Black Canary (Alaina Huffman) — 6 épisodes ; saisons 7, 8, 9, 10

Pouvoirs : cri sonique, experte en art martial, experte en combat corps à corps
Dinah Lance travaille au Daily Planet et est chargée par Lex de l'aider à contrer Oliver Queen. Cependant, plus tard, lorsqu'elle demande s'il est vraiment terroriste, Lex lui tire dessus mais elle est sauvée par Clark. Elle rejoint alors Oliver dans sa ligue de justiciers. Lors de la disparition de Clark à la suite de la destruction de sa forteresse de solitude, Dinah et Arthur Curry sont partis à sa recherche mais furent capturés par LuthorCorp. Après avoir été sauvés par Clark et Oliver, ils décidèrent de dissoudre la ligue pour que Tess ne les retrouve pas. Elle aidera plus tard Clark a combattre Doomsday, puis à combattre Zod et puis dans la saison 10, Deathstroke

### M
- Ethan Miller (Mitchell Kosterman) — 14 épisodes ; saisons 1, 2

Ethan Miller est le shérif de Smallville. Il était un très bon ami des Kent. Lors de la première pluie de météorite Ethan était inquiet pour ses amis les Kent et se rendit chez eux. La-bas il découvrit le petit Clark chez eux et Martha lui expliqua qu'ils l'avaient adopté à Métropolis. Il participera à plusieurs enquêtes et montrera son professionnalisme. Dans la deuxième saison, il travaille officieusement pour Lionel Luthor mais lorsqu'il veut arrêter, Lionel le menace. Ethan tente alors de le tuer et de rejeter la faute sur Jonathan Kent. Mais le subterfuge est découvert par Clark et Pete, et Ethan est emprisonné pour sa tentative de meurtre.

### P
- Nell Potter (Sarah-Jane Redmond) — 11 épisodes ; saisons 1, 2, 6

Tante de Lana. Elle prend soin de Lana depuis la mort de ses parents. Elle tient une boutique de fleur. Nell a ensuite vendu le Talon à Lex Luthor. Nell conseille sa nièce sur sa vie au lycée et la soutient. Lors de la saison 2 après la tornade elle a rencontré Dean Winters et file le parfait amour avec lui. Nell avoue la vérité sur la possibilité d'un autre père biologique à Lana. Peu de temps après Nell parle à Lana de son envie de partir avec Dean à Metropolis et demande à Lana de les accompagner mais la jeune femme refuse. Nell permet à Lana de rester à Smallville chez Chloé et de s'émanciper. Lors de la saison 6 elle conseille Lana avant son mariage avec Lex en apercevant sa mélancolie. Elle assiste ensuite au mariage à côté de Martha Kent.

### S
- Maggie Sawyer (Jill Teed) — 4 épisodes ; saisons 2, 3, 5, 7

Maggie est un officier de police à Métropolis. Lors de la saison 2 elle participe à l'opération pour sauver Martha et Lionnel d'une prise d'otage à Luthorcorp. Dans la saison 3 elle tente d’arrêter Clark sous krypnotite rouge qui vient de braquer une banque. Lors de la saison 5 elle enquête sur la mort d'une strip-teaseuse découverte par Lois et Chloé. Lors de la saison 7 Maggie a demandé à Lex Luthor d'identifier le corps de Lionel.
- Winslow Schott ou Toyman (Chris Gauthier) — 3 épisodes ; saisons 8, 9, 10

Winslow Schott était un scientifique employé de Oliver Queen jusqu'à ce qu'il crée des bombes qu'il mit dans des jouets, causant ainsi son renvoi. Six ans plus tard, il fut engagé par Lex Luthor pour se venger d'Oliver et de Tess. Schott mit ainsi une bombe à LuthorCorp mais sa tentative échoua. Il alla ensuite à l'hôpital de Metropolis pour tuer définitivement Oliver grâce à une bombe à retardement mais Oliver parvint à le contrer et à obtenir de Schott le lieu où se trouvait Lex. Oliver utilisa donc un jouet avec une bombe pour tuer Lex, afin que Schott soit également accusé de ce meurtre.
Quelques mois plus tard, Schott refait surface pour se venger d'Oliver en menaçant de faire exploser une bombe dans un club où il se trouve ainsi que de nombreuses personnes, s'il n'avoue pas le meurtre de Lex. Cependant, Clark arrive à temps et Chloe réussi à le localiser et à le faire arrêter.
- Shelby ou Krypto (Bud) — 20 épisodes ; saisons 4, 5, 6, 7, 8, 9, 10

Pouvoirs : super force dans la saison 4
Shelby est un Golden Retriever. Deux vétérinaires lui ont permis d'avoir une super force grâce à de la Kryptonite jusqu'à ce que le sérum n'ait plus agi. Martha a choisi le nom de "Shelby" car elle avait un chien de ce nom lorsqu'elle était enfant. En référence aux météorites, Clark la baptisera cependant "Krypto". Dans la saison 9, pendant que Clark accomplit sa destinée, il l'oublie et Chloé doit venir la nourrir. Loïs viendra la chercher pour voir Clark mais il ne viendra pas et Chloé devra la ramener à la ferme. Elle est cependant appelée "Clarky" par Lois.
- Victor Stone ou Cyborg (Lee Thompson Young) — 4 épisodes ; saisons 5, 6, 9, 10

Pouvoirs : super-force, résistance, intelligence surhumaine, sens sur-aiguisés (dus à des implants robotiques)
Victor Stone était un receveur à Métropolis. Il a eu un accident de voiture avec toute sa famille et fut le seul survivant. Victor quant à lui a été sauvé et transformé en un cyborg par un docteur. En voulant s'enfuir du laboratoire où il est traité en bête de laboratoire, Victor percute la voiture de Lana puis la conduit à l’hôpital. Il rencontrera ensuite Clark. Clark l'aide alors à être libre et à retrouver sa petite amie. Dans la saison 6, Victor s'associe à l'archer vert, Aquaman et Impulse pour détruire les usines 33.1. Dans la saison 9, Victor aide Clark et la ligue des justiciers contre les Kandoriens. Lors de la saison 10, il assiste à l'enterrement de Carter Hall.
- Gabe Sullivan (Robert Wisden) — 6 épisodes ; saisons 1, 2, 3, 4

Gabe Sullivan est le père de Chloé. Il travaille chez Luthorcorp et s’occupe seul de sa fille depuis que sa mère les a laissés. Lors de la saison 1, il fait visiter Luthorcorp à la classe de sa fille. La classe est malheureusement prise en otage par un ex-employé contaminé par les météorites mais Clark sauve la situation. Lors de la saison 2, il accueille Lana pour vivre avec Chloé et lui lorsque Nell part pour Métropolis. Dans la saison 3 il est renvoyé par Lionel après que Chloé a arrêté d’enquêter sur Clark. Il a ensuite été placé par le FBI dans le programme de protection des témoins avec sa fille. Lors de l'arrestation de Lionel, leur maison explosa. Dans la saison 4, il est révélé que Lex a sauvé Chloé et son père de l'explosion de la maison causée par Lionel Luthor cherchant à se venger.

### T
- Geneviève Teague (Jane Seymour) — 6 épisodes ; saison 4 — décédée

Geneviève est la mère de Jason. Geneviève a fait en sorte que Lana rencontre Jason à Paris et qu'ils se rendent sur la tombe d'Isabelle. Elle a fait sortir Lionel de prison pour qu'il l'aide à trouver les pierres kryptonniennes. Geneviève est une manipulatrice surtout envers son fils et l'a poussé à tuer Bridgette Crosby pour récupérer l'une des pierres. Les Teague et les Luthor se sont ensuite mis des bâtons dans les roues pour récupérer les pierres. Geneviève a pour finir menacé d'une arme Lana pour récupérer les pierres mais Lana réussit à la désarmer et un combat s'engage entre les deux femmes. Isabelle prit possession de Lana et tua Geneviève pour se venger de son ancêtre. Lex aida Lana par la suite pour ne pas être inculpée du meurtre.

## Personnages secondaires
N'apparaissent que les personnages présents dans au moins deux épisodes.

### A
- Aethyr (Alana De La Garza) — 2 épisodes ; saisons 5, 6

Pouvoirs : possède exactement les mêmes pouvoirs que Clark
- Dr Albright (Judith Maxie) — 2 épisodes ; saisons 5, 6
- Aldar (Dave Batista) — 2 épisodes ; saison 6 — décédé

Pouvoirs : super Force, endurance et durabilité
- Alia (Monique Ganderton) — 5 épisodes ; saison 9 — décédée
- Greg Arkin (Chad E. Donella) — 2 épisodes ; saisons 1, 10

### B
- Baern (Bow Wow) — 2 épisodes ; saison 6

Pouvoir : projette de l'énergie, super-vitesse, super force
- Alicia Baker (Sarah Carter) — 3 épisodes ; saisons 3, 4 — décédée

Pouvoir : téléportation
- Bartlett (Ben Ayres) — 5 épisodes ; saison 6 — décédé
- Basqat (Adrian Holmes) — 5 épisodes ; saison 9

Pouvoirs : vol, super force, rapidité, endurance, multiples pouvoirs extra sensoriels, invulnérabilité, longévité, absorbe la Kryptonite
- Randall Brady (Stephen Lobo) — 5 épisodes ; saisons 8, 9
- Paul Brenner (Jonathan Walker) — 2 épisodes ; saison 9

Agent de Checkmate.
- Casey Brock (Elyse Levesque) — 2 épisodes ; saison 7 - décédée
- Ed Burke (Alan C. Peterson) — 2 épisodes ; saison 6 — décédé

### C
- Stuart Campbell (Ryan McDonell) — 4 épisodes ; saison 9 - décédé
- Agent Carter (Kim Coates) — 3 épisodes ; saison 7 — décédé
- Colin (Jason Poulsen) — 4 épisodes ; saisons 7, 8 — décédé
- John Corben ou Metallo (Brian Austin Green) — 4 épisodes ; saisons 9, 10

Pouvoirs : super force, résistance surhumaine
John Corben était journaliste au Daily Planet en remplacement de Clark. Après s'être fait renverser par un camion, Zod et ses soldats l'ont transformé en cyborg avec un cœur de Kryptonite.
- Bridgette Crosby (Margot Kidder) — 2 épisodes ; saison 4 — décédée

### D
- Darius (Kwesi Ameyaw) — 3 épisodes ; saisons 1, 2, 3
- Darkseid (Michael Daingerfield, Steve Byers, John Glover) — 5 épisodes ; saison 10
- Deadshot (Bradley Stryker) — 2 épisodes ; saison 10
- Mia Dearden (Elise Gatien) — 2 épisodes ; saison 9
- Desaad (Steve Byers) — 4 épisodes ; saison 10
- Emily Dinsmore (Jodelle Ferland, Amber Rothwell) — 2 épisodes ; saisons 2, 3 — décédée
- Pete Dinsmore (Neil Flynn) — 2 épisodes ; saisons 2, 3 — décédé

### E
- Morgan Edge (Rutger Hauer, Patrick Bergin (3x08)) — 3 épisodes ; saison 3 — décédé

Morgan Edge est un baron du crime à Metropolis et un ami d'enfance de Lionel Luthor. Il est responsable avec Lionel du meurtre des parents de ce dernier.

### F
- Faora (Erica Durance, Sharon Taylor) — 2 épisodes ; saisons 8, 9

Faora était la femme du General Zod et la mère de Doomsday. Elle apparait dans la huitième saison lorsqu'elle s'empare de l'esprit de Lois Lane après s'être échappée de la Zone Fantôme. Elle apparait dans la neuvième saison dans un flashback.
- Clone de Faora (Sharon Taylor) — 7 épisodes ; saison 9 — décédée

Pouvoirs : Possède les mêmes pouvoirs que Clark
Le clone de Faora fait partie de l'armée Kandorienne. Elle est apparue lorsque Tess a ouvert une orbe dans laquelle se trouvaient divers échantillons de sang de Kryptoniens.
- Rick Flag (Ted Whittall) — 4 épisodes ; saison 10

Leader de la Suicide Squad.
- Greg Flynn (Kevin Daniels) — 2 épisodes ; saison 5
- Betty Fordman (Catherine Barroll) — 2 épisodes ; saisons 1, 2
- George Fordman (Dale Wilson) — 2 épisodes ; saison 1 — décédé
- Claire Foster (Lorena Gale) — 3 épisodes ; saison 3 — décédée

### G
- Lawrence Garner (Martin Cummins) — 3 épisodes ; saisons 2, 3
- George (Mike Dopud) — 10 épisodes ; saisons 6, 8, 9 — décédé
- Gloria (Amber McDonald) — 2 épisodes ; saison 6 — décédée

Gloria est une extraterrestre venant d'un monde végétal. Elle a été libérée par inadvertance par Clark de la zone fantôme. Sur Terre, elle se fait passer pour une garde forestière et stocke ses graines dans des hommes après avoir tué leurs petites amies. Clark parvient cependant à la détruire.
- Gordon Godfrey (Michael Daingerfield) — 4 épisodes ; saison 10 — décédé
- Granny Goodness (Christine Willes) — 5 épisodes ; saison 10 — décédée
- Eva Greer (Anna Williams, Allison Mack (8x21)) — 4 épisodes ; saison 8 — décédée
- Tina Greer (Lizzy Caplan) — 2 épisodes ; saisons 1, 2 — décédée
- Griff (Adrian Holmes) — 2 épisodes ; saison 5 — décédé
- Edward Groll (Bill Mondy) — 4 épisodes ; saisons 6, 8

### H
- Jeff Hage (Evan C. Schulte) — 7 épisodes ; saisons 8, 9, 10
- Steven Hamilton (Joe Morton) — 4 épisodes ; saisons 1, 2 — décédé
- Dr Harden (Rekha Sharma) — 7 épisodes ; saisons 1, 2, 4, 5, 6
- Victoria Hardwick (Kelly Brook) — 4 épisodes ; saison 1
- Député Harris (Sarah Lind) — 2 épisodes ; saison 5
- Docteur Hudson (Matthew Walker) — 2 épisodes ; saison 6

### J
- Ryan James (Ryan Kelley) — 2 épisodes ; saisons 1, 2 — décédé
- Donovan Jamison (Gerard Plunkett) — 2 épisodes ; saison 6 — décédé
- Jeff (Evan C. Schulte) — 4 épisodes ; saisons 8, 9

Jeff est un interne au Daily Planet.

### K
- Kat (Sara Canning) — 2 épisodes ; saison 8
- Wes Keenan (Tahmoh Penikett) — 2 épisodes ; saison 6 — décédé
- Conner Kent (Jakob Davies, Connor Stanhope, Lucas Grabeel) — 5 épisodes ; saison 10
- Rokk Krinn ou Cosmic Boy (Ryan Kennedy) — 2 épisodes ; saison 8

Pouvoir : magnétique
Rokk Krinn est membre de la Légion des Super-Héros au 31e siècle.
- James Kwan (Hiro Kanagawa) — 5 épisodes ; saison 1 — décédé

### L
- Linda Lake (Tori Spelling) — 2 épisodes ; saisons 6, 8 — décédée

Pouvoirs : pouvoir de se liquéfier
- Philipe Lamont (Jake D. Smith) — 2 épisodes ; saisons 6, 7
- Christina Lamell (Lexa Doig) — 2 épisodes ; saison 10
- Sam Lane (Michael Ironside) — 4 épisodes ; saison 4, 10
- Lucy Lane (Peyton List) — 2 épisodes ; saison 4, 10
- Laura Lang (Wendy Chmelauskas) — 3 épisodes ; saisons 1, 4, 5 — décédée
- Lewis Lang (Ben Odberg) — 3 épisodes ; saisons 1, 4, 5 — décédé
- Dr Langston (Fred Henderson) — 4 épisodes ; saison 6 — décédé
- Lara-El (Kendall Cross (3x19), puis Helen Slater) — 4 épisodes ; saisons 3, 7, 10

Lara est la mère biologique de Clark et la femme de Jor-El. Avant la naissance de Clark, elle s'est rendue sur Terre voir si la famille Kent conviendrait pour s'occuper de lui. Kara, qui l'avait suivi, lui suggéra le nom de « Kal-El ».
- Frank Loder (Gary Hudson) — 4 épisodes ; saison 3 — décédé
- Maxwell Lord (Gil Bellows) — 2 épisodes ; saison 9

« Roi Noir » de Checkmate.
- Lillian Luthor (Alisen Down) — 4 épisodes ; saisons 3, 5, 7 — décédée
- Lionel Luthor (monde parallèle) (John Glover) — 4 épisodes ; saison 10 — décédé

Il tue son fils, Lex, pour faire plaisir à son fils adoptif, Clark Luthor. Arrivé dans le monde réel, il va tout faire pour ramener à la vie le Lex de ce monde qui a été assassiné par Oliver Queen.

### M
- Dr MacIntyre (Julian Christopher) — 6 épisodes ; saisons 1, 2, 3, 6
- Cameron Mahkent ou Icicle II (Wesley Macinnes) — 2 épisodes ; saison 9
- Joar Mahkent (Rick Dietrich) — 2 épisodes ; saison 9 — décédé
- Marilyn (Nancy Sivak) — 2 épisodes ; saison 7 — décédée
- Officier Mason (Tim Henry) — 2 épisodes ; saison 3 — décédé
- Regan Matthews (Ari Cohen) — 6 épisodes ; saisons 7, 8 — décédé
- Van McNulty (Jesse Metcalfe) — 2 épisodes ; saison 3 — décédé

### N
- Nam-Ek (Leonard Roberts) — 2 épisodes ; saisons 5, 6 — décédé

Pouvoirs : possède exactement les mêmes pouvoirs que Clark
- Kent Nelson ou Docteur Fate (Brent Stait) — 2 épisodes ; saison 9 — décédé

Pouvoirs : magicien, vol, invulnérable à la magie, télékinésie
Kent Nelson est un membre retiré de la Société de Justice d'Amérique. Il s'est fait tuer par Cameron Mahkent (Icicle) après avoir permis à Jones de retrouver ses pouvoirs.
- Roger Nixon (Tom O'Brien (en)) — 5 épisodes ; saisons 1, 2 — décédé

### O
- James Bartholomew Olsen (Ryan Harder, Aaron Ashmore) — 2 épisodes ; saisons 8, 10

### P
- Sam Phelan (Cameron Dye) — 2 épisodes ; saison 1 — décédé
- Nate Pratt (Jared Keeso ) — 2 épisodes ; saison 4

Joueur de l’équipe de football de Smallville.

### Q
- Wayne Quigley (Rob Freeman) — 4 épisodes ; saison 4

Coach de l’équipe de football de Smallville.

### R
- Ian Randall (Jonathan Taylor Thomas) — 2 épisodes ; saisons 2, 3 — décédé

Pouvoir : faculté de se dédoubler.
- Raya (Pascale Hutton) — 2 épisodes ; saison 6 — décédée

Pouvoirs : vol, super force, rapidité, endurance, multiples pouvoirs extra sensoriels, invulnérabilité, longévité, absorbe la Kryptonnite
Assistante de Jor-El.
- Rick (Michael Adamthwaite) — 2 épisodes ; saison 9

### S
- Ray Sacks (Dylan Neal) — 2 épisodes ; saison 9

Sacks est un ancien procureur corrompu de Metropolis.
- Dominic Sanatori (Jason Connery) — 3 épisodes ; saisons 1, 2 — décédé
- Bette Sans Souci ou Plastique (Jessica Parker Kennedy) — 3 épisodes ; saison 8, 10

Pouvoirs : projection d'explosifs par son corps
Bette est une adolescente de quinze ans qui faisait partie de l'Injustice League, équipe de Tess Mercer réunissant des personnes infectées par de la Kryptonite ayant pour objectif de traquer Doomsday. Et maintenant fait partie de la bande de Rick Flag
- Victoria Sinclair (Steph Song) — 2 épisodes ; saisons 9, 10
- Henry Small (Patrick Cassidy) — 5 épisodes ; saison 2

Père biologique de Lana.
- Jennifer Small (Shelly Schiavoni, Eileen Pedde) — 3 épisodes ; saison 2

Femme de Henry Small.
- Moira Sullivan (Lynda Carter) — 1 épisode ; saison 6

Mère de Chloé Sullivan et ex-femme de Gabe.
- Eric Summers (Shawn Ashmore) — 2 épisodes ; saisons 1, 3

Pouvoirs : possède les mêmes pouvoirs que Clark, mais doit les lui absorber au préalable.
- Patricia Swann (Gina Holden) — 2 épisodes ; saison 7 — décédée

Fille de Virgil Swann.
- Virgil Swann (Christopher Reeve) — 3 épisodes ; saisons 2, 3, 7 — décédé

Virgil Swann est un scientifique paraplégique qui a été capable de traduire le langage kryptonien. Il apprend ainsi à Clark qu'il s'appelle Kal-El, qu'il vient de la planète Krypton détruite juste avant son arrivée sur Terre. On apprend sa mort lors du quinzième épisode de la quatrième saison. Lors de la septième saison, on apprend qu'il est le créateur de Veritas, un groupe secret ayant pour but de protéger un voyageur extraterrestre.

### T
- Edward Teague (Rick Ravanello (7x15), puis Robert Picardo) — 3 épisodes ; saison 7 — décédé
- Margaret Isobel Thoreaux (Kristin Kreuk) — 4 épisodes ; saison 4 — décédée
- Titan (Glenn Jacobs) — 2 épisodes ; saison 6 — décédé

Prisonnier de la Zone Fantôme libéré par inadvertance par Clark.
- Lieutenant Trotter (Lori Ann Triolo) — 3 épisodes ; saison 10 — décédé
- Troy Turner (Jesse Hutch) — 2 épisodes ; saisons 1, 2 — décédé

Élève à Smallville High School.
- Lia Teng (Françoise Yip) — 5 épisodes ; saison 3 — décédée

### U
- Ultraman (Tom Welling) — 2 épisodes ; saison 10

Venu d'un monde parallèle, c'est le fils adoptif de Lionel Luthor, Clark Luthor. Il n'a aucune morale, tue pour le plaisir et couche avec sa sœur, Tess Luthor.

### V
- Vala (Crystal Lowe) — 4 épisodes ; saison 9

Clone, sœur de Faora.
- Vordigan (Steve Bacic) — 2 épisodes ; saisons 9, 10

Connu également sous « l'Archer Noir », était le mentor d'Oliver Queen.

### W
- Frederick Walden (Rob LaBelle) — 3 épisodes ; saison 2 — décédé
- Amanda Waller (Pam Grier ) — 3 épisodes ; saison 9 — décédée
- Jesse Watts (Max Train) — 2 épisodes ; saison 8
- Courtney Whitmore ou Stargirl (Britt Irvin) — 5 épisodes ; saisons 9, 10

Pouvoirs : Possède un sceptre lui donnant des pouvoirs cosmiques et aussi une ceinture améliorant ses capacités physiques
- Perry White (Michael McKean) — 4 épisodes ; saisons 3, 9, 10
- Joseph Willowbrook (Gordon Tootoosis) — 2 épisodes ; saisons 2, 3
- Slade Wilson (Michael Hogan) — 2 épisodes ; saison 10
- Sasha Woodman (Shonda Farr, Jovanna Huguet) — 2 épisodes ; saisons 1, 7 — décédée

### Y
- Yaeger Scanlan (Jerry Wasserman) — 4 épisodes ; saisons 2, 3, 4, 5

### Z
- Zatanna Zatara (Serinda Swan) — 3 épisodes ; saisons 8, 9, 10

Pouvoirs : peut exaucer des vœux, télépathie, télékinésie, téléportation, possède aussi des pouvoirs magiques
- Général Zod (Michael Rosenbaum, Callum Blue (9x07)) — 4 épisodes ; saisons 5, 6, 9

Le Général Zod est délivré par Clark Kent, alors que ce dernier cherchait un moyen de l'arrêter sans tuer Lex Luthor (encore son ami à cette époque). Zod possède Lex en rentrant dans son corps, et le général possède tous les pouvoirs de Superman. Le combat qui suit est titanesque, et alors que Zod, sûr de sa victoire, propose une alliance avec Superman, ce dernier l'enferme dans un cristal que lui avait donné son père, Jor-El.
- Zor-El (Christopher Heyerdahl) — 2 épisodes ; saison 7 — décédé